# Опатрны, Венделин
Ве́нделин О́патрны (чеш. Vendelín Opatrný; 10 марта 1908 — 31 октября 1944) — чехословацкий офицер, участник Второй мировой войны, Герой Чехословацкой Социалистической Республики (с 6 октября 1969 года, посмертно).

## Биография
Родился 10 марта 1908 года в городе Тиниште-над-Орлици (чеш. Týniště nad Orlici) ныне Краловеградецкого края Чехии в семье гончара. Работал гончаром, затем плотником. С октября 1928 по апрель 1929 года служил в армии пулемётчиком (Фриштат).
Член коммунистической партии Чехословакии. В 1937 году участвовал в составе чешской интербригады имени Клемента Готвальда в гражданской войне в Испании. В 1938 году вернулся домой с шестью медалями.
После оккупации Чехословакии немецкими войсками выехал в Краков (Польша), избежав заключения в концентрационный лагерь. После падения Польши уехал в СССР. Вместе со своим другом лётчиком Яном Фераком (чеш. Jan Ferák) работал на Челябинском тракторном заводе, который вскоре начал массовое производство танков.
В 1942 году одним из первых записался в отдельный Чехословацкий пехотный батальон, прошёл обучение в Бузулуке. В составе батальона принимал участие во Второй мировой войне.
Боевое крещение получил в должности пулемётчика в сражении при Соколово. После завершения курсов подготовки офицеров стал командиром пулемётного взвода в звании сержанта. За храбрость в боях за Киев и Белую Церковь награждён несколькими чехословацкими и советскими наградами. В октябре 1944 года присвоено звание поручика.
Поручик 1-й отдельной Чехословацкой пехотный бригады Венделин Опатрны погиб 31 октября 1944 (по другим данным — 2 ноября 1944) во время Восточно-Карпатской операции при штурме Дуклинского перевала, во время контратаки противника близ деревни Кореёвце (словац. Korejovce; ныне в Словакии). Посмертно награждён орденом Отечественной войны I степени (16 мая 1945; за бои за Белую Церковь).

## Награды и звания
Чешские и чехословацкие государственные награды:
- Герой Чехословацкой Социалистической Республики (6 октября 1969, посмертно)
- четыры Военных креста
- Орден Белого льва «За Победу» I степени (1948, посмертно[3])
- Соколовская памятная медаль (1948, посмертно[3])

Советские государственные награды:
- Орден Отечественной войны I степени (16 мая 1945, посмертно)
- Орден Красной Звезды (23 марта 1944[7]; за бои за Белую Церковь[8])

## Память

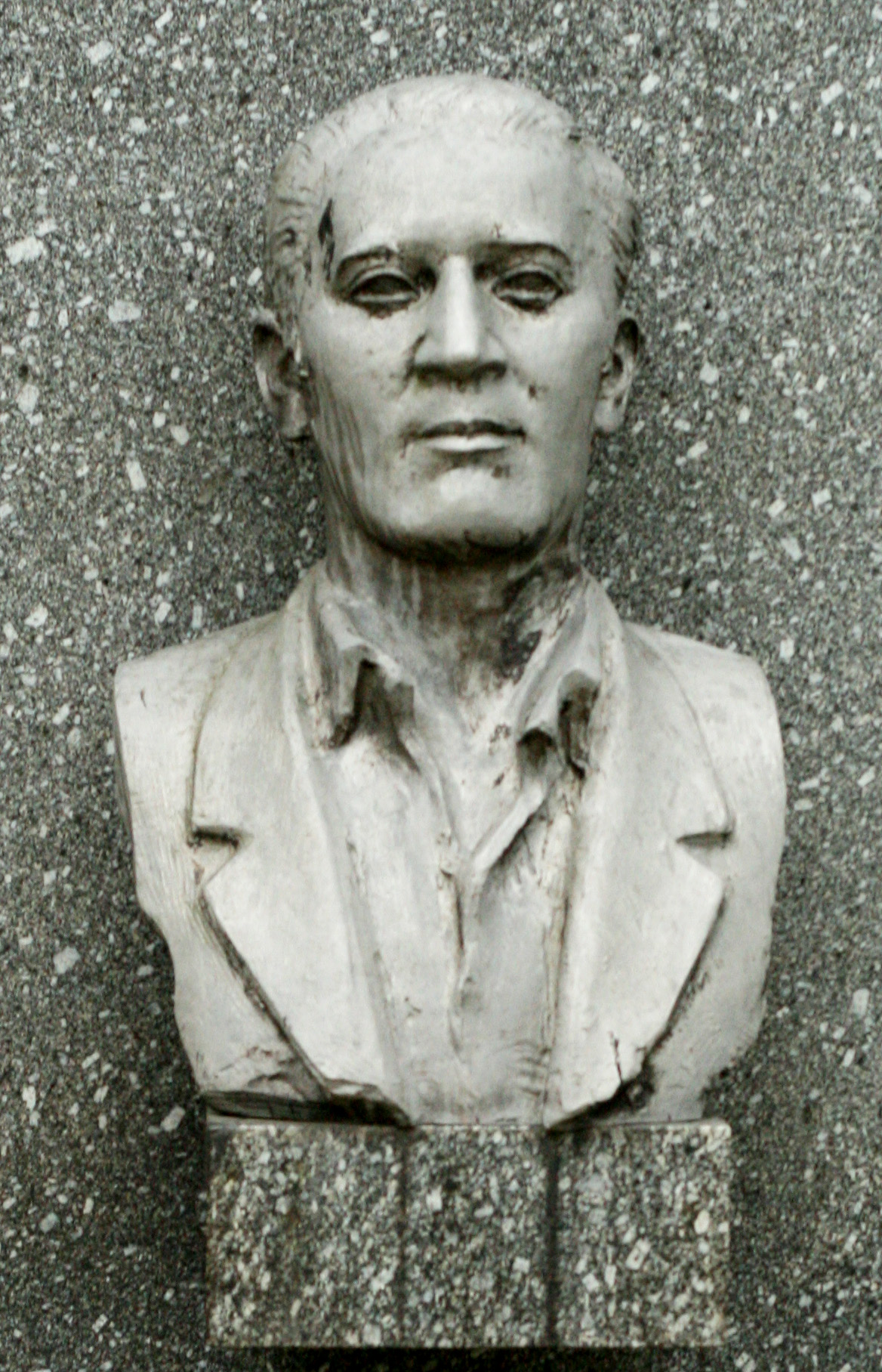
Бюст Венделина Опатрны на Аллее Героев в Дукле.

Похоронен в Дукле. Посмертно присвоено звание капитана. На Аллее Героев в Дукле установлен бюст работы словацкого скульптора Яна Кулича (чеш. Jána Kulicha).
Его именем названа улица в родном городе Тиниште-над-Орлици. Запечатлён на чехословацкой почтовой марке, выпущенной в 1984 году в честь героев сопротивления фашизму.